# Armas Lindgren
Armas Eliel Lindgreen (Hämeenlinna, 28 novembre 1874 – Copenaghen, 3 ottobre 1929) è stato un architetto finlandese, ed un esponente del movimento neoromantico nazionalista finlandese.

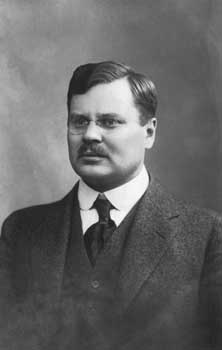
Armas Lindgren nel 1918

Aveva studiato presso il Politecnico di Helsinki dove si laureò nel 1897. Dopo la laurea per due anni studiò storia della cultura e dell'arte in Svezia, Danimarca, Germania, Francia e Regno Unito. 
Nel 1896 aprì uno studio d'architettura con Herman Gesellius e Eliel Saarinen e con loro realizzò diversi importanti progetti, fra i quali il Museo nazionale della Finlandia a Helsinki, la sede del loro studio Hvitträsk a Kirkkonummi.
In collaborazione con Wivi Lönn progettò il primo Teatro dell'Opera estone a Tallinn, poi abbattuto e ricostruito dai sovietici nel 1947.
Nel 1919 sostituì Gustaf Nyström nella cattedra di architettura nell'università di Helsinki al Politecnico ed ebbe come alunno Alvar Aalto sul quale esercitò una certa influenza.